# Prawo nabycia
Prawo nabycia - szczególne uprawnienie przysługujące Krajowemu Ośrodkowi Wsparcia Rolnictwa z mocy ustawy o kształtowaniu ustroju rolnego z 2003 roku (Dz.U. z 2024 r. poz. 423).
Wykonywanie tego prawa to jednostronna, nienazwana czynność prawna. Prawo nabycia przysługuje KOWR, gdy następuje przeniesienie własności nieruchomości rolnej na mocy innej umowy niż sprzedaży.
KOWR wykonuje prawo nabycia przez jednostronne oświadczenie woli, dokonywane w ciągu miesiąca od przeniesienia własności.
Prawo nabycia jest wyłączone w następujących sytuacjach:
- nabycie wkładu gruntowego przez spółdzielnię produkcji rolnej,
- nabycie przez osobę bliską zbywającego,
- powiększenie gospodarstwa rodzinnego,
- przeniesienie własności wynikające z umowy z następcą.

Prawu nabycia nie podlegają przejścia własności w wyniku zdarzeń pozaumownych jak np. orzeczenia sądu.